# Aleyrodiella lamellifera
Aleyrodiella lamellifera es un hemíptero de la familia Aleyrodidae, con una subfamilia: Aleyrodinae.
Aleyrodiella lamellifera fue descrita científicamente por primera vez por Danzig en 1966.